# Graptophyllum repandum
Graptophyllum repandum là một loài thực vật thuộc họ Acanthaceae. Đây là loài đặc hữu của Fiji.